# VI/1 Dywizjon Towarzyszący
VI dywizjon towarzyszący 1 pułku lotniczego (VI/1 dtow) – pododdział lotnictwa Wojska Polskiego w II Rzeczypospolitej.

Dywizjon został sformowany jesienią 1937 roku na lotnisku Okęcie w Warszawie, w składzie 1 pułku lotniczego.
W marcu 1939 roku dowództwo dywizjonu zostało zlikwidowane, a eskadry podporządkowane bezpośrednio dowódcy pułku. W sierpniu tego roku, w czasie mobilizacji alarmowej, 19 eskadra towarzysząca została rozformowana. Dwie pozostałe jednostki przemianowane zostały na eskadry obserwacyjne i wzięły udział w kampanii wrześniowej.

## Organizacja i obsada personalna dywizjonu na przełomie 1937/1938
- Dowództwo VI/1 dywizjonu towarzyszącego
  - dowódca dywizjonu – p.o. kpt pil. Karol Eberhardt
- 13 eskadra towarzysząca – p.o. kpt. pil. Bolesław Nieznański
- 16 eskadra towarzysząca – kpt. obs. Tadeusz Nowacki
- 19 eskadra towarzysząca – por. obs. Fidelis Józef Łukasik

Wszystkie eskadry posiadały w swoim składzie dwa plutony.